# Konni Zilliacus den äldre
Konrad (Konni) Viktor Zilliacus, född 18 december 1855 i Helsingfors, död där 19 juni 1924, var en finländsk författare, politiker och aktivist. Han var son till Wilhelm Zilliacus samt far till Konni och Laurin Zilliacus.

## Biografi
Zilliacus var en av de få finländska politiker som gjorde insatser av internationella mått i början av 1900-talet. Han hade juridisk bakgrund, tjänstgjorde vid generalguvernörskansliet och var flottningschef vid Kymmene flottningsbolag. Han ägnade sig också åt jordbruk på Mariefors gård. På grund av ekonomiska svårigheter - hästar och sällskapsliv - försörjde han sig som rallarbas i Costa Rica och 1889 till Chicago som framgångsrik journalist. Därifrån begav han sig till Japan 1893, och vistades i landet i tre år innan han bosatte sig i Paris.
Under sin tid i Amerika författade Zilliacus flera verk om livet för finländska immigranter, såsom "Siirtolaisia" och "Siirtolaisseikkailuja", som beskrev upplevelserna och utmaningarna för dessa nybyggare i det nya landet.
Han återvände till Finland 1898 och kom där att tillhöra Nya Pressens redaktion fram till 1900 då tidningen förbjöds. Han tillhörde de konstitutionella i den finländska kampen mot russificeringen, och verkade för den stora europeiska kulturadressens initiativtagare. År 1904 bildade han Finska aktiva motståndspartiet och var under den första ryska förtrycksperioden sysselsatt med att smuggla in Fria Ord, den illegala tidningen, till Finland. Zilliacus köpte en gammal segelbåt och seglade under tre somrar med denna regelbundet mellan Stockholm och Finland. Sammanlagt smugglade Zilliacus in 16 ton litteratur till Finland.  Han stod även bakom Graftonaffären, den vapensmugglingsaktion år 1905 vars syfte var att förse den finska, samt de ryska revolutionärerna med vapen. I sina memoarer skriver han att man nog skall vara glad över att ”James Grafton”- expeditionen misslyckades. Vapnen hade kunnat hamna i de ’röda gardens’ under inbördeskriget. 
Under det rysk-japanska kriget knöt han kontakter med japanerna och lyckades sammanföra Rysslands revolutionära partier till gemensamma aktioner, vilket var hans främsta bedrift på det internationella planet. Efter storstrejken 1905 återvände Zilliacus till Finland, men måste i samband med andra förtrycksperioden 1909 ånyo lämna landet, och kom därmed att vistas i Stockholm och Paris. I utlandet arbetade han för Finlands sak, var bland annat med och startade jägarrörelsen. Från 1918 var han huvudsakligen bosatt i Helsingfors.

### Skönlitteratur
- Mariquita och andra historier från verldens utkanter. Wiborg: N. A. Zilliacus. 1890. Libris 20402479. https://litteraturbanken.se/f%C3%B6rfattare/ZilliacusK%C3%A4ldre/titlar/Mariquita/sida/4/faksimil?om-boken
- Utvandrarehistorier. Helsingfors: Söderström. 1892. Libris 2242415. https://litteraturbanken.se/f%C3%B6rfattare/ZilliacusK%C3%A4ldre/titlar/Utvandrarehistorier/sida/2/faksimil?om-boken
- I societeten : en Helsingfors-berättelse ; Några landsmän jag träffat. Helsingfors: Hagelstam. 1895. Libris 22549223. https://litteraturbanken.se/f%C3%B6rfattare/ZilliacusK%C3%A4ldre/titlar/ISocieteten/sida/4/faksimil?om-boken
- Nya utvandrarehistorier. Helsingfors: Hagelstam. 1897. Libris 8854471. https://litteraturbanken.se/f%C3%B6rfattare/ZilliacusK%C3%A4ldre/titlar/NyaUtvandrarehistorier/sida/3/faksimil?om-boken
- Indiankriget : amerikanska gränsmarkshistorier. Helsingfors: Hagelstam. 1898. Libris 3283905
- Hågkomster och historier sanna och diktade. Helsingfors: Hagelström. 1899. Libris 22549207. https://litteraturbanken.se/f%C3%B6rfattare/ZilliacusK%C3%A4ldre/titlar/H%C3%A5gkomsterOchHistorier/sida/6/faksimil?om-boken
- Stämplingar och äventyr : minnen upptecknade. Helsingfors: Söderström. 1922. Libris 3199931
- Elias Möykkäs Amerikafärd och andra utvandrarhistorier. Helsingfors: Söderström. 1922-1923. Libris 2242058
- Utvandrare. 1-2. Helsingfors: Söderström. 1922-1923. Libris 3199933 - 2 volymer.
- Siirtolaisia: Kertomuksia Ameriikan suomalaisten elämästä (1897)
- Siirtolaisseikkailuja (Kolmas kokoelma kertomuksia Ameriikan suomalaisten elämästä) (1898)
- Taavetti Anttilan kohtalo y.m. kertomuksia Ameriikan suomalaisten elämästä (1898)
- "Judge" Uusitalo eli Finn-Mike — Junan viimeisessä vaunussa (1898)

### Varia
- Amerika : en handbok för menige man. Chicago, Ill.: Owen Electric Belt. 1891. https://runeberg.org/zkamerika/
- Amerika-boken : hjälpreda för utvandrare : jämte en kort vägledning till engelska språkets talande : med karta öfver Förenta staterna. Stockholm: Alb. Bonnier. 1893. Libris 10228743. https://runeberg.org/ameribok/
- Amerikas Förenta stater. New York: G. A. Grönlunds boktr. 1893. Libris 501164. https://runeberg.org/zkamerikas/
- Japanesiska studier och skizzer. Helsingfors. 1896. Libris 2153914
- Ur Finlands nyaste historia. 1-2. Stockholm. 1900-1901. Libris 2159581. https://runeberg.org/zkfinny/
- Det revolutionära Ryssland : En skildring af den revolutionära rörelsens i Ryssland uppkomst och utveckling. [Jämte : Supplement. 1906]. Stockholm. 1902-1903. Libris 3199929
- Den ryska oppositionen och Finlands framtid. Stockholm. 1902. Libris 3199930
- Finlands senat förr och nu. Stockholm. 1903. Libris 2334933
- Professor Harald Hjärne och den finska frågan. Stockholm. 1903. Libris 2242419
- Revolution och kontrarevolution i Ryssland och Finland. Stockholm: Bonnier. 1912. Libris 1641884. https://runeberg.org/zkrevo/
- Moskoviter och finnar i äldre och nyare tid. Stockholm: Bonnier. 1912. Libris 1641883. https://runeberg.org/zkmoskovit/
- Korruptionen i Ryssland i rysk belysning. Stockholm: Bonnier. 1913. Libris 8222719. https://runeberg.org/zkkorrupt/
- Från ofärdstid och oroliga år : politiska minnen. 1-2. Helsingfors. 1919-1920. Libris 2335556
  -  Från ofärdstid och oroliga år. Finlandssvenskt bibliotek ; 12. Tammerfors: Söderström. 1960. Libris 8858540
- Farbrors kokbok. Helsingfors: Söderström. 1920. Libris 3199927
- Vandringsår. [1]-3. Helsingfors. 1920-1923. Libris 2241414

### Tolkningar och översättningar
- Japanesiska sagor. 1, Gubben och trollen. Helsingfors: W. Hagelstam. 1896. Libris 12140058. https://runeberg.org/gubbetroll/
- Japanesiska sagor. 2, Momotaro. Helsingfors: W. Hagelstam. 1896. Libris 3199928. https://runeberg.org/momotaro/
- Japanesiska sagor. 3, Sparfven med den klippta tungan. Helsingfors: W. Hagelstam. 1896. Libris 11505458. https://runeberg.org/sparfven/
- Aho, Juhani (1898). Panu : skildringar från kristendomens och hedendomens sista strid i Finland. Stockholm: Bonnier. Libris 1662331

### Redaktörskap
- Nordisk revy : tidskrift för Norden rörande politiska och kulturella spörsmål. Stockholm: Boströms förlag. 1903-1904. Libris 833858